# Sylvia hortensis

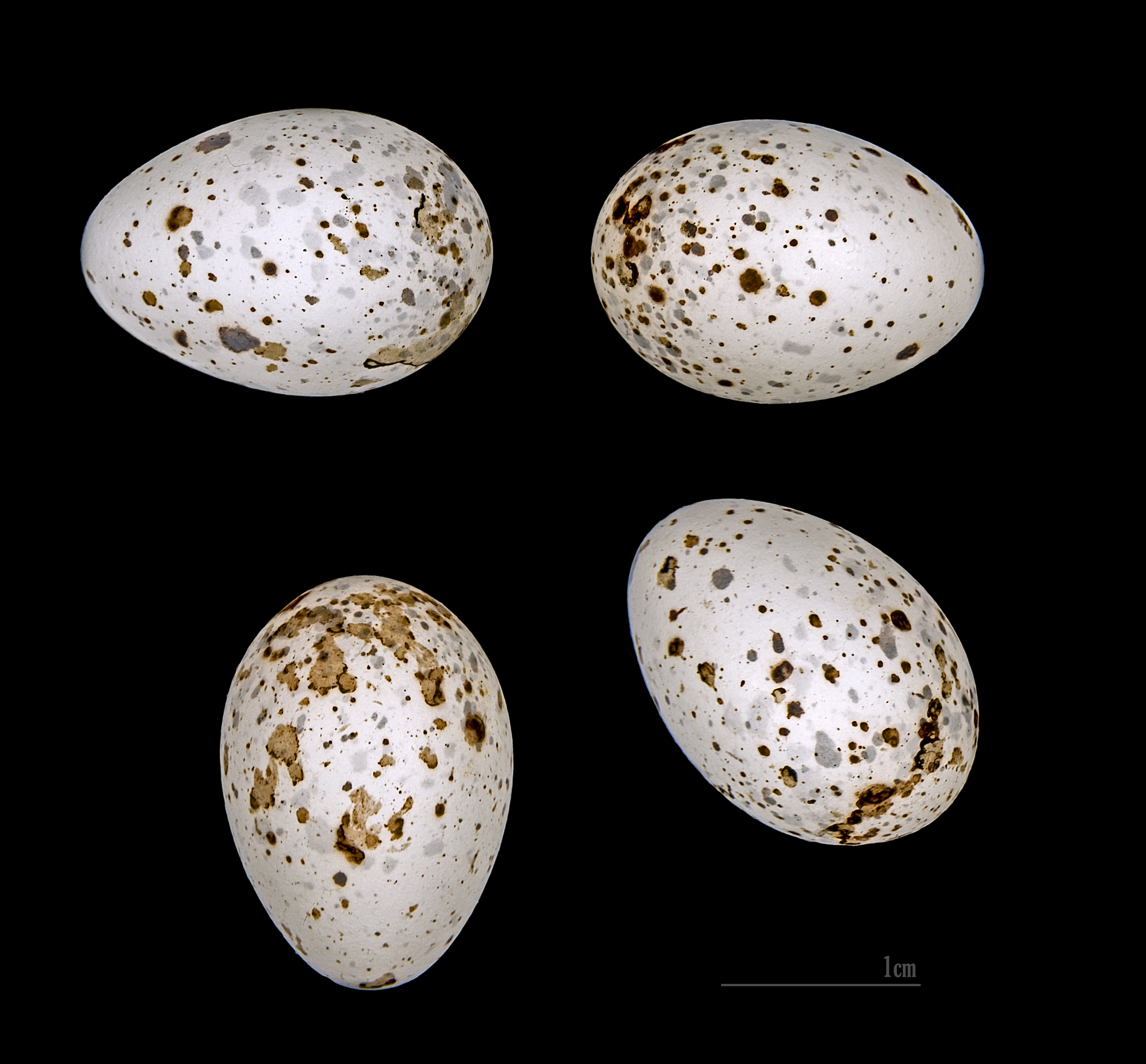
Sylvia hortensis

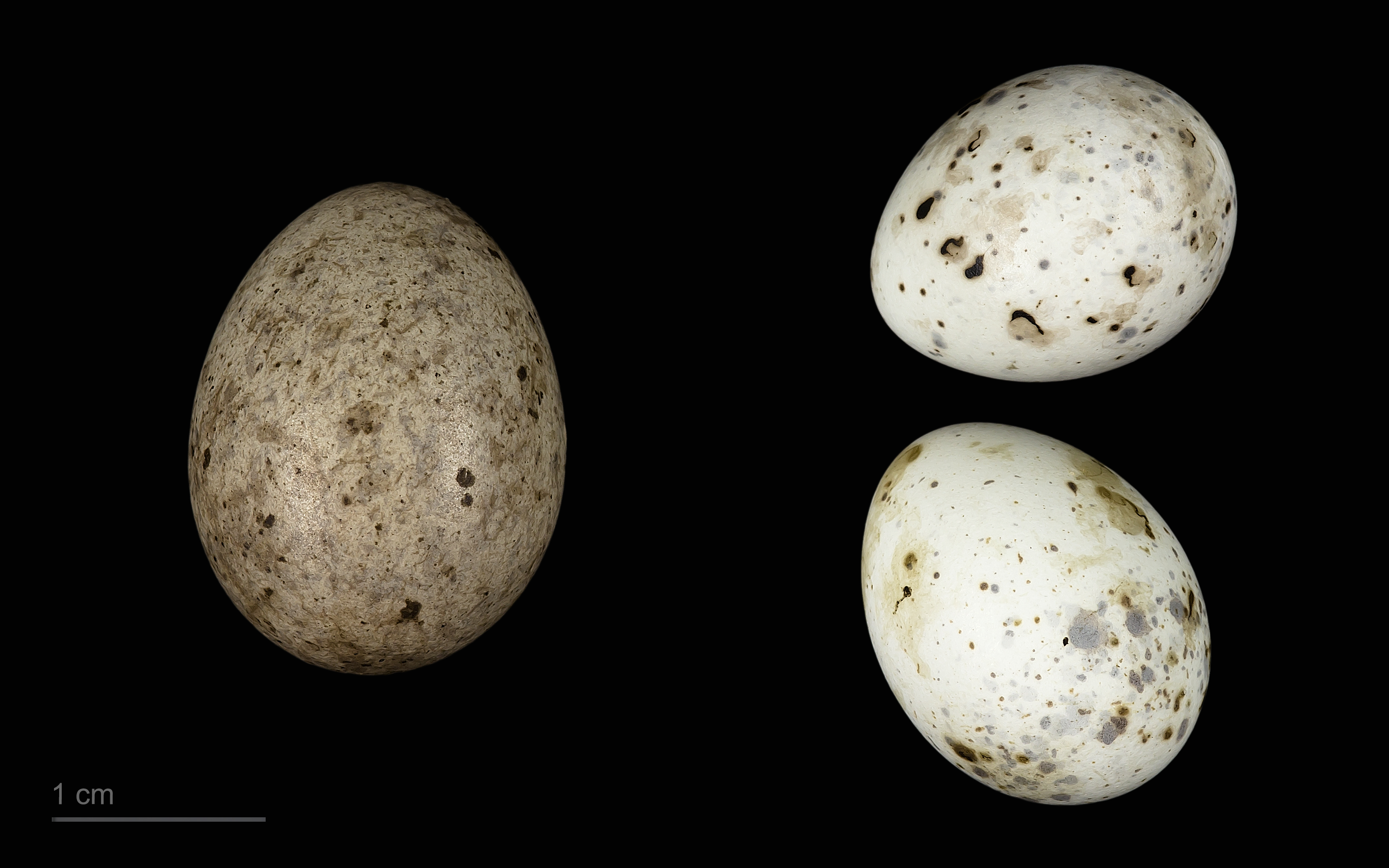
Cuculus canorus bangsi + Sylvia hortensis

Sylvia hortensis là một loài chim trong họ Sylviidae.